# ويتني ريد
ويتني ريد (بالإنجليزية: Whitney Reed)‏ مواليد 20 أغسطس 1932 في أوكلاند، الولايات المتحدة - الوفاة 9 يناير 2015 في كاليفورنيا، الولايات المتحدة، كان لاعب كرة مضرب أمريكي وكان يلعب باليد اليمنى.

## روابط خارجية
- ويتني ريد على موقع رابطة محترفي التنس (الإنجليزية)
- ويتني ريد على موقع الاتحاد الدولي لكرة المضرب (الإنجليزية)
- ويتني ريد على موقع كأس ديفيز (الإنجليزية)
- ويتني ريد على موقع خلاصة التنس.كوم (الإنجليزية)